# تیده (الجزایر)
تیده (به عربی: تیدة) یک شهرداری در الجزایر است که در استان تیارت واقع شده‌است. تیده ۲۲۶٬۵۶ کیلومتر مربع مساحت و ۳٬۶۶۹ نفر جمعیت دارد.